# Artistique-Weltmeisterschaft 2023

Logo UMB (ausrichtender Verband)

Veranstaltungsort: Ankara

Die Billard-Artistique-Weltmeisterschaft 2023 war das 31. Turnier in dieser Disziplin des Karambolagebillards und fand vom 20. bis zum 23. September 2023 in Ankara statt. Es war die dritte Artistique-WM in der Türkei.

## Geschichte
Bei seiner ersten Artistique-Weltmeisterschaft gewann der Mexikaner David Gonzales gleich die Goldmedaille. Im Finale bezwang er den Franzosen Kevin Tran mit 199:165. Er ist damit der zweite mexikanische Billard-Weltmeister. Den dritten Platz belegten der Türke Baris Cin und der Hannoveraner Thomas Ahrens.

## Modus
Gespielt wurden 28 Figuren in einer Gruppenphase mit acht Gruppen à vier Teilnehmern. Die jeweils zwei Gruppenbesten qualifizierten sich für das Achtelfinale. Im Achtelfinale wurden 28 Figuren gespielt und ab dem Viertelfinale 35 Figuren. Das ganze Turnier wurde mit Nachstoß gespielt.
Gewertet wurden nur die prozentual gelösten Figuren.

## Gesetzte Spieler
1. Laszlo Kun (Wildcard UMB)
2. Rene Dericks (Wildcard UMB)
3. Baris Cin (Wildcard CEB)
4. Erik Vervliet (Wildcard CEB)
5. Mehmet Sezer (Wildcard TBF)
6. Serdar Gümüş (Wildcard TBF)

## Turnierverlauf

### Vorrunden-Gruppenphase
| Platz | Name            | MP | Punkte | mögliche Punkte | %       | Best %  |
| ----- | --------------- | -- | ------ | --------------- | ------- | ------- |
| 1     | Kevin Tran      | 6  | 369    | 575             | 64,17 % | 71,83 % |
| 2     | Hector Cuadrado | 4  | 365    | 584             | 62,50 % | 66,27 % |
| 3     | László Kun      | 2  | 241    | 544             | 44,30 % | 52,68   |
| 4     | Tadashi Machida | 0  | 241    | 561             | 42,95 % | –       |

| Platz | Name             | MP | Punkte | mögliche Punkte | %       | Best %  |
| ----- | ---------------- | -- | ------ | --------------- | ------- | ------- |
| 1     | René Dericks     | 6  | 387    | 542             | 71,40 % | 67,72 % |
| 2     | Xavier Fonellosa | 4  | 308    | 514             | 59,92 % | 82,50 % |
| 3     | László Tóth      | 2  | 301    | 558             | 53,94 % | 38,58 % |
| 4     | Antonio Pineda   | 0  | 122    | 515             | 23,68 % | –       |

| Platz | Name            | MP | Punkte | mögliche Punkte | %       | Best %  |
| ----- | --------------- | -- | ------ | --------------- | ------- | ------- |
| 1     | Michael Hammen  | 6  | 328    | 498             | 65,86 % | 68,15 % |
| 2     | Marvin Heinrich | 4  | 296    | 574             | 51,56 % | 55,71 % |
| 3     | Sander Jonen    | 2  | 286    | 537             | 53,25 % | 62,58 % |
| 4     | Andres Molina   | 0  | 92     | 480             | 19,16 % | –       |

| Platz | Name           | MP | Punkte | mögliche Punkte | %       | Best %  |
| ----- | -------------- | -- | ------ | --------------- | ------- | ------- |
| 1     | Erik Vervliet  | 6  | 388    | 594             | 65,31 % | 69,95 % |
| 2     | Sergio Sanchez | 4  | 377    | 587             | 57,41 % | 62,31 % |
| 3     | David Keller   | 2  | 354    | 584             | 60,61 % | 58,62 % |
| 4     | Naoki Harada   | 0  | 205    | 545             | 37,61 % | –       |

| Platz | Name              | MP | Punkte | mögliche Punkte | %       | Best %  |
| ----- | ----------------- | -- | ------ | --------------- | ------- | ------- |
| 1     | Jop de Jong       | 4  | 332    | 532             | 62,40 % | 74,10 % |
| 2     | Thomas Ahrens     | 4  | 325    | 528             | 61,55 % | 72,48 % |
| 3     | Serdar Gümüş      | 4  | 313    | 544             | 57,53 % | 67,32 % |
| 4     | Naoyuki Murakoshi | 0  | 87     | 461             | 18,87 % | –       |

| Platz | Name            | MP | Punkte | mögliche Punkte | %       | Best %  |
| ----- | --------------- | -- | ------ | --------------- | ------- | ------- |
| 1     | Manfred Hekerle | 6  | 375    | 568             | 66,02 % | 73,36 % |
| 2     | David Gonzales  | 4  | 377    | 558             | 67,56 % | 68,08 % |
| 3     | Jean Reverchon  | 2  | 338    | 533             | 63,41 % | 76,33 % |
| 4     | Yusuke Shirai   | 0  | 56     | 409             | 13,69 % | –       |

| Platz | Name         | MP | Punkte | mögliche Punkte | %       | Best %  |
| ----- | ------------ | -- | ------ | --------------- | ------- | ------- |
| 1     | Eric Daelman | 6  | 337    | 524             | 64,31 % | 68,51 % |
| 2     | Baris Cin    | 4  | 307    | 557             | 55,11 % | 66,66 % |
| 3     | Tuncay Gülay | 2  | 179    | 526             | 34,03 % | 32,50 % |
| 4     | Javier Lopez | 0  | 158    | 567             | 27,86 % | –       |

| Platz | Name            | MP | Punkte | mögliche Punkte | %       | Best %  |
| ----- | --------------- | -- | ------ | --------------- | ------- | ------- |
| 1     | Haci Arap Yaman | 4  | 345    | 515             | 66,99 % | 82,22 % |
| 2     | Mehmet Sezler   | 4  | 341    | 522             | 65,32 % | 79,88 % |
| 3     | Nobuyasu Sakai  | 2  | 333    | 511             | 65,16 % | 76,66 % |
| 4     | Ken Dahlke      | 2  | 253    | 503             | 50,29 % | 67,81 % |

### K.-o.-Runde
Im Folgenden ist der Turnierbaum der Finalrunde aufgelistet. Gespielt wurden 28  bzw. 35  Figuren mit Nachstoß. Bei einem Remis wurde die Entscheidung mit Penalty entschieden.

Legende: Matchpunkte (MP) / erzielte Punkte (Punkte) / mögliche Punkte / prozentual erzielte Punkte
|  | Achtelfinale 28 Figuren | Achtelfinale 28 Figuren |                   |                    | Viertelfinale 35 Figuren | Viertelfinale 35 Figuren |  |  | Halbfinale 35 Figuren | Halbfinale 35 Figuren |  |  | Finale 35 Figuren | Finale 35 Figuren |
|  |                         |                         |                   |                    |                          |                          |  |  |                       |                       |  |  |                   |                   |
|  | René Dericks            | 2/148/210/70,47 %       |                   |                    |                          |                          |  |  |                       |                       |  |  |                   |                   |
|  | Marvin Heinrich         | 0/117/210/55,71 %       |                   |                    |                          |                          |  |  |                       |                       |  |  |                   |                   |
|  | Marvin Heinrich         | 0/117/210/55,71 %       | René Dericks      | 0/130/231/56,27 %  |                          |                          |  |  |                       |                       |  |  |                   |                   |
|  |                         |                         | René Dericks      | 0/130/231/56,27 %  |                          |                          |  |  |                       |                       |  |  |                   |                   |
|  |                         | David Gonzales          | 2/174/231/75,32 % |                    |                          |                          |  |  |                       |                       |  |  |                   |                   |
|  | Jop de Jong             | David Gonzales          | 2/174/231/75,32 % | 0/116/179/64,80 %  |                          |                          |  |  |                       |                       |  |  |                   |                   |
|  | Jop de Jong             |                         |                   | 0/116/179/64,80 %  |                          |                          |  |  |                       |                       |  |  |                   |                   |
|  | David Gonzales          | 2/154/179/86,03 %       |                   |                    |                          |                          |  |  |                       |                       |  |  |                   |                   |
|  | David Gonzales          | 2/154/179/86,03 %       | David Gonzales    | 2/161/256/62,89 %  |                          |                          |  |  |                       |                       |  |  |                   |                   |
|  |                         |                         |                   |                    |                          |                          |  |  |                       |                       |  |  |                   |                   |
|  |                         | Thomas Ahrens           | 0/256/266/58,64 % |                    |                          |                          |  |  |                       |                       |  |  |                   |                   |
|  | Eric Daelman            | Thomas Ahrens           | 0/256/266/58,64 % | 0/111/210/52,85 %  |                          |                          |  |  |                       |                       |  |  |                   |                   |
|  | Eric Daelman            |                         |                   | 0/111/210/52,85 %  |                          |                          |  |  |                       |                       |  |  |                   |                   |
|  | Thomas Ahrens           | 2/130/210/61,90 %       |                   |                    |                          |                          |  |  |                       |                       |  |  |                   |                   |
|  | Thomas Ahrens           | 2/130/210/61,90 %       | Thomas Ahrens     | 2/139/228/60,96 %  |                          |                          |  |  |                       |                       |  |  |                   |                   |
|  |                         |                         | Thomas Ahrens     | 2/139/228/60,96 %  |                          |                          |  |  |                       |                       |  |  |                   |                   |
|  |                         | Erik Vervliet           | 0/104/238/43,69 % |                    |                          |                          |  |  |                       |                       |  |  |                   |                   |
|  | Erik Vervliet           | Erik Vervliet           | 0/104/238/43,69 % | 2/143/204/70,09 &  |                          |                          |  |  |                       |                       |  |  |                   |                   |
|  | Erik Vervliet           |                         |                   | 2/143/204/70,09 &  |                          |                          |  |  |                       |                       |  |  |                   |                   |
|  | Xavier Fonellosa        | 0/127/204/62,25 %       |                   |                    |                          |                          |  |  |                       |                       |  |  |                   |                   |
|  | Xavier Fonellosa        | 0/127/204/62,25 %       | David Gonzales    | 2/199/228/87,28 %  |                          |                          |  |  |                       |                       |  |  |                   |                   |
|  |                         |                         |                   |                    |                          |                          |  |  |                       |                       |  |  |                   |                   |
|  |                         | Kevin Tran              | 0/165/228/72,36 % |                    |                          |                          |  |  |                       |                       |  |  |                   |                   |
|  | Michael Hammen          | Kevin Tran              | 0/165/228/72,36 % | 2/169/187/90,37 %  |                          |                          |  |  |                       |                       |  |  |                   |                   |
|  | Michael Hammen          |                         |                   | 2/169/187/90,37 %  |                          |                          |  |  |                       |                       |  |  |                   |                   |
|  | Sergio Sanchez          | 0/128/177/72,31 %       |                   |                    |                          |                          |  |  |                       |                       |  |  |                   |                   |
|  | Sergio Sanchez          | 0/128/177/72,31 %       | Michael Hammen    | 0/155/251/61,75 %  |                          |                          |  |  |                       |                       |  |  |                   |                   |
|  |                         |                         | Michael Hammen    | 0/155/251/61,75 %  |                          |                          |  |  |                       |                       |  |  |                   |                   |
|  |                         | Kevin Tran              | 2/166/251/66,13 % |                    |                          |                          |  |  |                       |                       |  |  |                   |                   |
|  | Kevin Tran              | Kevin Tran              | 2/166/251/66,13 % | 2/132/192/68,75 %  |                          |                          |  |  |                       |                       |  |  |                   |                   |
|  | Kevin Tran              |                         |                   | 2/132/192/68,75 %  |                          |                          |  |  |                       |                       |  |  |                   |                   |
|  | Hector Cuadrado         | 0/107/186/57,52 %       |                   |                    |                          |                          |  |  |                       |                       |  |  |                   |                   |
|  | Hector Cuadrado         | 0/107/186/57,52 %       | Kevin Tran        | 2/200/262/76,33 %  |                          |                          |  |  |                       |                       |  |  |                   |                   |
|  |                         |                         |                   |                    |                          |                          |  |  |                       |                       |  |  |                   |                   |
|  |                         | Baris Cin               | 0/180/252/71,42 % |                    |                          |                          |  |  |                       |                       |  |  |                   |                   |
|  | Haci Arap Yaman         | Baris Cin               | 0/180/252/71,42 % | 2/144/179/80,44 %  |                          |                          |  |  |                       |                       |  |  |                   |                   |
|  | Haci Arap Yaman         |                         |                   | 2/144/179/80,44 %  |                          |                          |  |  |                       |                       |  |  |                   |                   |
|  | Mehmet Sezler           | 0/104/173/60,11 %       |                   |                    |                          |                          |  |  |                       |                       |  |  |                   |                   |
|  | Mehmet Sezler           | 0/104/173/60,11 %       | Haci Arap Yaman   | 0/177/243/72,83 %  |                          |                          |  |  |                       |                       |  |  |                   |                   |
|  |                         |                         | Haci Arap Yaman   | 0/177/243/72,83 %  |                          |                          |  |  |                       |                       |  |  |                   |                   |
|  |                         | Baris Cin               | 2/198/238/83,19 % |                    |                          |                          |  |  |                       |                       |  |  |                   |                   |
|  | Manfred Hekerle         | Baris Cin               | 2/198/238/83,19 % | 07/101/191/52,87 % |                          |                          |  |  |                       |                       |  |  |                   |                   |
|  | Manfred Hekerle         |                         |                   | 07/101/191/52,87 % |                          |                          |  |  |                       |                       |  |  |                   |                   |
|  | Baris Cin               | 2/124/191/64,92 %       |                   |                    |                          |                          |  |  |                       |                       |  |  |                   |                   |

## Abschlusstabelle
| Phase           | Platz | Name              | MP | Punkte | mögliche Punkte | %       | Best %  |
| --------------- | ----- | ----------------- | -- | ------ | --------------- | ------- | ------- |
| Finale          | 1     | David Gonzales    | 12 | 1065   | 1452            | 73,34 % | 87,28 % |
| Finale          | 2     | Kevin Tran        | 12 | 1032   | 1508            | 68,43 % | 76,33 % |
| Halb- finale    | 3     | Baris Cin         | 8  | 809    | 1238            | 65,34 % | 83,19 % |
| Halb- finale    | 3     | Thomas Ahrens     | 8  | 750    | 1232            | 60,87 % | 72,48 % |
| Viertel- finale | 5     | Haci Arap Yaman   | 6  | 666    | 937             | 71,07 % | 82,22 % |
| Viertel- finale | 6     | Michael Hammen    | 8  | 652    | 936             | 69,65 % | 90,37 % |
| Viertel- finale | 7     | René Dericks      | 8  | 665    | 983             | 67,65 % | 70,47 % |
| Viertel- finale | 8     | Erik Vervliet     | 8  | 635    | 1036            | 61,29 % | 70,09 % |
| Achtel- finale  | 9     | Mehmet Sezer      | 4  | 445    | 695             | 64,02 % | 79,88 % |
| Achtel- finale  | 10    | Jop de Jong       | 4  | 448    | 711             | 63,00 % | 74,10 % |
| Achtel- finale  | 11    | Manfred Hekerle   | 6  | 476    | 759             | 62,71 % | 73,36 % |
| Achtel- finale  | 12    | Hector Cuadrado   | 4  | 472    | 770             | 61,29 % | 66,27 % |
| Achtel- finale  | 13    | Eric Daelman      | 6  | 448    | 734             | 61,03 % | 68,51 % |
| Achtel- finale  | 14    | Sergio Sanchez    | 4  | 465    | 764             | 60,84 % | 62,31 % |
| Achtel- finale  | 15    | Xavier Fonellosa  | 4  | 435    | 718             | 60,58 % | 82,50 % |
| Achtel- finale  | 16    | Marvin Heinrich   | 4  | 413    | 784             | 52,67 % | 55,71 % |
| Gruppen- phase  | 17    | Nobuyasu Sakai    | 2  | 333    | 511             | 65,16 % | 76,66 % |
| Gruppen- phase  | 18    | Jean Reverchon    | 2  | 338    | 533             | 63,41 % | 76,33 % |
| Gruppen- phase  | 19    | David Keller      | 2  | 354    | 584             | 60,61 % | 58,62 % |
| Gruppen- phase  | 20    | Serdar Gümüş      | 4  | 313    | 544             | 57,53 % | 67,32 % |
| Gruppen- phase  | 21    | László Tóth       | 2  | 301    | 558             | 53,94 % | 38,58 % |
| Gruppen- phase  | 22    | Sander Jonen      | 2  | 286    | 537             | 53,25 % | 62,58 % |
| Gruppen- phase  | 23    | László Kun        | 2  | 241    | 544             | 44,30 % | 52,68 % |
| Gruppen- phase  | 24    | Tuncay Gülay      | 2  | 179    | 526             | 34,03 % | 32,50 % |
| Gruppen- phase  | 25    | Ken Dahlke        | 2  | 253    | 503             | 50,29 % | 67,81 % |
| Gruppen- phase  | 26    | Tadashi Machida   | 0  | 241    | 561             | 42,95 % | –       |
| Gruppen- phase  | 27    | Naoki Harada      | 0  | 205    | 545             | 37,61 % | –       |
| Gruppen- phase  | 28    | Javier Lopez      | 0  | 158    | 567             | 27,86 % | –       |
| Gruppen- phase  | 29    | Antonio Pineda    | 0  | 122    | 515             | 23,68 % | –       |
| Gruppen- phase  | 30    | Andres Molina     | 0  | 92     | 480             | 19,16 % | –       |
| Gruppen- phase  | 31    | Naoyuki Murakoshi | 0  | 87     | 461             | 18,87 % | –       |
| Gruppen- phase  | 32    | Yusuke Shirai     | 0  | 56     | 409             | 13,69 % | –       |